# Instituição Saint-Michel
Instituição Saint-Michel (em francês: Institution Saint-Michel) é uma escola católica francesa com sede em Solesmes, uma localidade e comuna francesa, na região de Nord-Pas-de-Calais, departamento de Norte, no distrito de Cambrai e cantão de Solesmes. Foi fundada em 1924 como uma derivação da arquidiocese estabelecida em 580 e sua arquitetura é conhecida por ser típica da região. É anexada ao distrito educacional Cambrai - Le Cateau-Cambrésis e agora também é regulamentada contratualmente pela Academia de Lille, uma ramificação do Ministério Francês da Educação Nacional, Ensino Superior e Pesquisa. Em setembro de 2019, os edifícios centenários do castelo receberam mais de mil estudantes de quase cem municípios em um raio que se estende por vinte quilômetros.

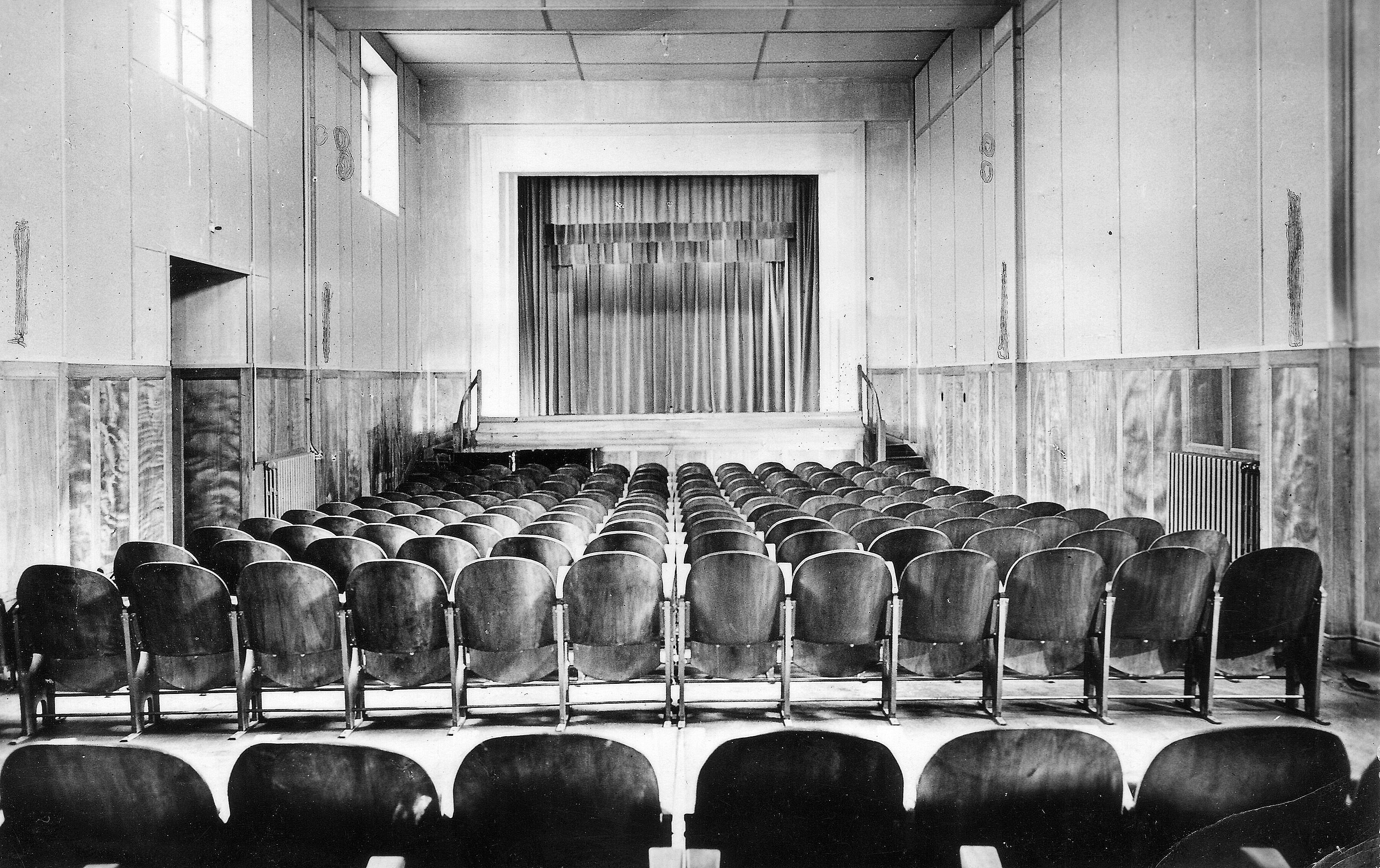
Teatro 1927
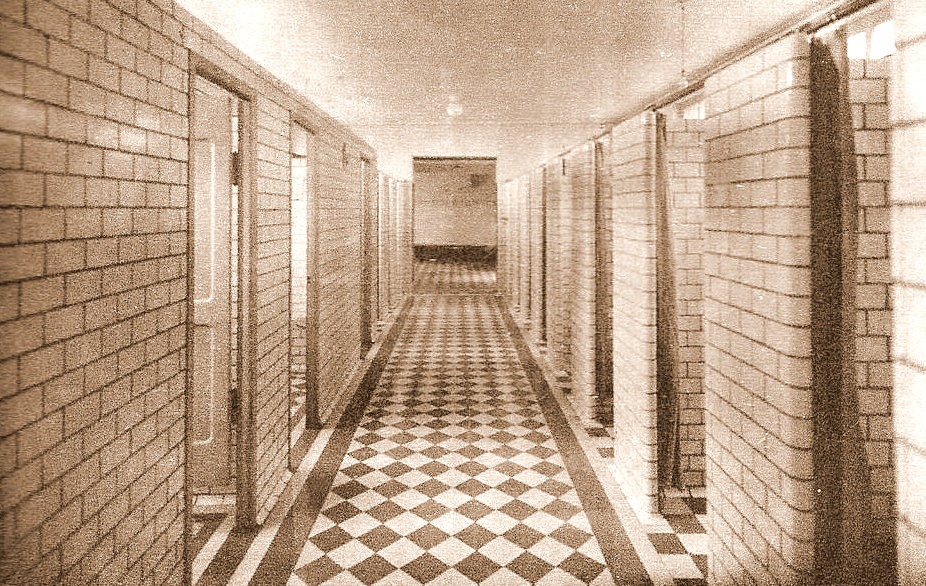
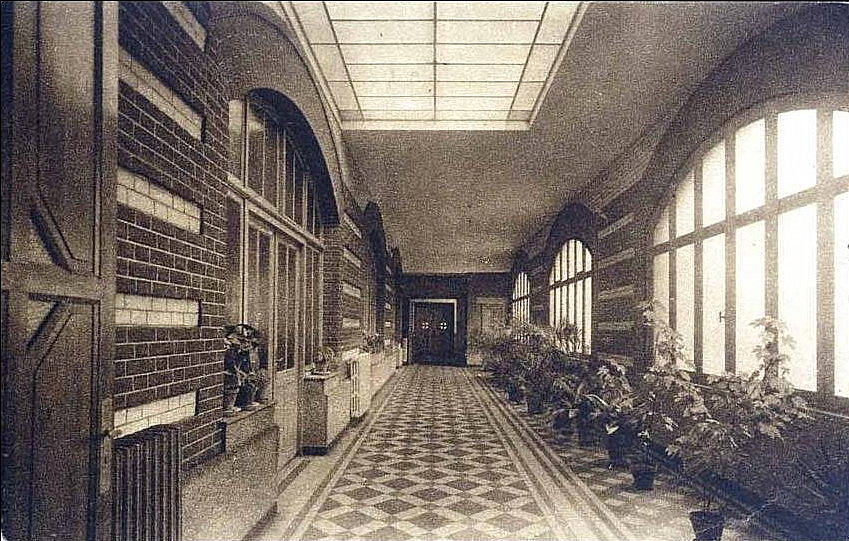
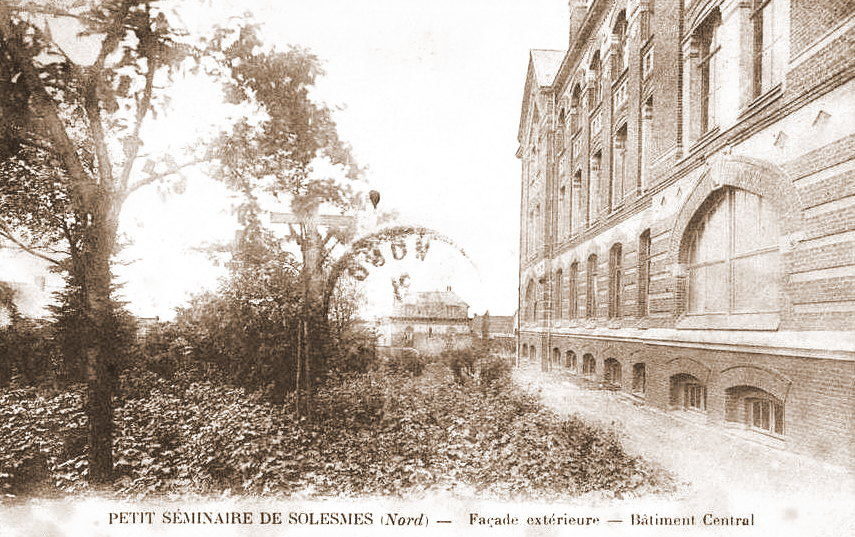